# Drillia meridiana
Drillia meridiana is een slakkensoort uit de familie van de Drilliidae. De wetenschappelijke naam van de soort is voor het eerst geldig gepubliceerd in 2012 door Perugia & Prelle.